# Фізико-технічний факультет Дніпровського національного університету імені Олеся Гончара
Фі́зико-техні́чний факульте́т — (англ. Faculty of Physics and Technology) один з інженерних факультетів Дніпровського національного університету імені Олеся Гончара. 
Факультет готує фахівців у галузях аерокосмічної, машинобудівної та енергетичної інженерії, кібербезпеки, мехатроніки та інших сучасних виробничих технологій, а також технологій захисту навколишнього середовища, співпрацюючи з промисловістю та проводячи наукові дослідження.

## Історія створення
Офіційно вважається, шо датою створення фізико-технічного факультету є 1 червня 1951 року. Це твердження грунтуется на даті постанови №1852-855 Ради міністрів СРСР, у додатку №1 якої сказано таке: "Організувати до 1.09.51 р. на фізико-математичному факультеті Дніпровського державного університету відділення керованих ракет."  Цей державний документ став основоположним в історії заснування фізико-технічного факультету.
У 1951-1952 навчальному році на фізико-математичному факультеті, у межах його штатного розпису було створено відділення фізико-технічного факультету, а першим деканом призначено Миколу Варича. Як окремий підрозділ Дніпропетровського державного університету, фізико-технічний факультет почав діяти з 1 вересня 1952 року.

## Структура факультету
Після реорганізації, починаючи з 1 лютого 2023 року, до складу фізико-технічного факультету входять 5 кафедр:
- Кафедра ракетно-космічних та інноваційних технологій[5]
- Кафедра двигунобудування[6]
- Кафедра механотроніки[7]
- Кафедра кібербезпеки та комп’ютерно-інтегрованих технологій[8]
- Кафедра безпеки життєдіяльності[9]

## Освітні програми факультету
Фізико-технічний факультет готує фахівців за трьома рівнями вищої освіти:
- першим (бакалаврським) рівнем на базі повної загальної середньої освіти, а також на базі молодшого спеціаліста, молодшого бакалавра та фахового молодшого бакалавра за прискореною формою навчання;
- другим (магістерським) рівнем на базі рівня бакалавра;
- третім (освітньо-науковим) рівнем підготовки докторів філософії на базі освітнього рівня магістра та спеціаліста.

### Освітні програми першого (бакалаврського) рівня на базі повної загальної середньої освіти
- Авіаційна та ракетно-космічна техніка

Освітня програма першого бакалаврського рівня, що забезпечує фундаментальну підготовку з технічних наук, необхідну для кар'єри в авіаційній і космічній промисловості. Програма включає інтенсивне вивчення математики, фізики, інженерних дисциплін, спеціалізованих предметів із проектування, моделювання, виробництва та випробувань авіаційної і космічної техніки, а також набуття практичних навичок у реальних галузевих проєктах.
- Автоматизація та комп’ютерно-інтегровані технології

Освітня програма першого бакалаврського рівня, що забезпечує підготовку фахівців у сфері автоматизації виробничих процесів і впровадження комп’ютерно-інтегрованих рішень. Програма охоплює поглиблене вивчення математики, фізики, інформаційних технологій, технічного програмування, а також спеціалізованих дисциплін з проєктування, моделювання та управління автоматизованими системами. Особливу увагу приділено практичному навчанню з використанням сучасних технологій автоматизації та інтеграції у виробничих і технологічних процесах.
- Автоматика і управління в технічних системах

Освітня програма першого бакалаврського рівня, спрямована на підготовку фахівців з розробки, впровадження та експлуатації автоматизованих систем управління. Програма забезпечує фундаментальну підготовку з математики, фізики, програмування, теорії автоматичного управління та технічної кібернетики. Особливості програми включають вивчення сучасних методів моделювання, аналізу та синтезу систем управління, роботу з комп’ютерними засобами автоматизації, а також здобуття практичних навичок з проєктування та тестування технічних систем у реальних умовах.
- Відновлювані джерела енергії та енергоефективні технології

Освітня програма першого бакалаврського рівня, що готує фахівців з проєктування, впровадження та експлуатації систем відновлюваної енергетики та енергоефективних технологій. Програма охоплює фундаментальну підготовку з фізики, математики, термодинаміки, електротехніки та екологічних наук. Особливості програми включають вивчення сучасних технологій отримання енергії з відновлюваних джерел, таких як сонячна, вітрова, гідро- та біоенергетика, а також методів оптимізації енергоспоживання та управління енергоефективністю. Студенти здобувають практичні навички роботи з обладнанням для виробництва і збереження енергії та беруть участь у реальних проєктах у сфері сталого енергозабезпечення.
- Галузеве машинобудування

Освітня програма першого бакалаврського рівня, що забезпечує студентів ґрунтовними знаннями та практичними навичками у сфері механічної інженерії. Програма охоплює ключові аспекти проєктування, виробництва та експлуатації машин і механізмів, включаючи сучасні інформаційні технології, технології обробки матеріалів, проєктування верстатів і дослідження властивостей матеріалів. Особливістю програми є орієнтація на реальні потреби виробництва, що дозволяє студентам опанувати технічні рішення для вирішення складних виробничих завдань.
- Екоаналітика та техногенна безпека

Освітня програма першого бакалаврського рівня, спрямована на підготовку фахівців з аналізу екологічного стану та управління ризиками у сфері техногенної безпеки. Програма охоплює сучасні методи екоаналітики, включаючи використання геоінформаційних систем та супутникових даних, а також вивчення законодавства у сфері екології та безпеки. Студенти здобувають знання та навички, необхідні для оцінки екологічних ситуацій, запобігання техногенним катастрофам, управління ризиками та впровадження екологічно безпечних технологій у промисловість. Програма забезпечує міждисциплінарний підхід до навчання, з акцентом на сучасні тенденції та практичні рішення в галузі екології та техногенної безпеки.
- Інжиніринг механотронних і робототехнічних систем

Освітня програма першого бакалаврського рівня, що готує фахівців у галузі проектування, розробки та впровадження сучасних механотронних і робототехнічних систем. Програма охоплює вивчення інтеграції механіки, електроніки та комп’ютерних технологій для створення інтелектуальних систем і автоматизованих пристроїв. Особливостями програми є підготовка студентів до роботи з новітніми технологіями в галузі автоматизації, сенсорики, програмування роботів та управління складними технічними системами. Навчання спрямоване на формування практичних навичок проектування інноваційних рішень для промислових і наукових завдань, що відповідають сучасним потребам ринку та технологічного розвитку.
- Кібербезпека

Освітня програма першого бакалаврського рівня, яка спрямована на підготовку фахівців з розробки, впровадження та забезпечення надійного захисту інформаційних систем і даних. Програма охоплює вивчення сучасних методів криптографії, аналізу вразливостей, розробки політик інформаційної безпеки та протидії кіберзагрозам.Особливостями програми є формування навичок проектування захищених систем, аналізу ризиків у сфері інформаційної безпеки, а також проведення тестування на проникнення. Студенти отримують знання з мережевої безпеки, управління інцидентами та побудови систем моніторингу, що дозволяє їм ефективно реагувати на виклики сучасної кіберзлочинності.
- Комп’ютерний інжиніринг і технології автоматизованих виробництв

Освітня програма, спрямована на підготовку фахівців з автоматизації виробничих процесів та впровадження комп’ютерних технологій у промисловості. Студенти вивчають проєктування, оптимізацію систем і сучасні методи автоматизації для кар’єри у машинобудуванні та високотехнологічних галузях. Студенти отримують знання з автоматизації виробництва, аналізу промислових систем і впровадження інноваційних підходів у різних галузях економіки. Програма готує фахівців для кар’єри у машинобудуванні, космічній та авіаційній промисловості, а також у консалтингу та дослідницькій діяльності.
- Матеріалознавство

Освітня програма першого бакалаврського рівня надає студентам знання про структуру, властивості та технології виробництва матеріалів, що використовуються в космічній техніці та авіації. Програма охоплює широкі аспекти матеріалознавства, включаючи композитні та наноматеріали, а також фізичні та механічні властивості матеріалів. Студенти набувають практичних навичок через лабораторні роботи, де вивчають методи аналізу матеріалів, такі як скануюча електронна мікроскопія та спектроскопія. Здобуті знання дають можливість застосовувати їх у різних галузях промисловості та наукових дослідженнях.
- Проєктування, виробництво і експлуатація безпілотних систем і комплексів

Освітня програма першого бакалаврського рівня забезпечує здобуття теоретичних і практичних знань у сфері проєктування, виробництва та експлуатації безпілотних систем. Студенти вивчають основи робототехніки, автоматизації та управління, що дозволяють створювати ефективні рішення для розробки безпілотних апаратів та їхніх комплексів. Програма включає дисципліни з електроніки, механіки та програмування, а також методи тестування та діагностики безпілотних систем. Студенти набувають навичок роботи з сучасними технологіями в галузі авіації, космічних технологій та оборони, що дає можливість застосовувати їх для розвитку інноваційних технологій в різних сферах.
- Ракетні двигуни

Освітня програма першого бакалаврського рівня орієнтована на здобуття знань у сфері проєктування, виробництва та експлуатації ракетних двигунів. Студенти вивчають основи термодинаміки, гідродинаміки, аеродинаміки та матеріалознавства, що необхідні для розробки високоефективних систем ракетних двигунів. Програма охоплює дисципліни, пов’язані з конструкцією та технологіями виготовлення двигунів, а також методи тестування та оцінки їх роботи. Студенти знайомляться з сучасними підходами до розробки ракетних систем для космічних і військових застосувань, отримуючи практичні навички роботи з моделями двигунів та їх компонентами.

### Освітні програми першого (бакалаврського) рівня на базі молодшого спеціаліста, молодшого бакалавра та фахового молодшого бакалавра
- Авіаційна та ракетно-космічна техніка
- Автоматика і управління в технічних системах
- Галузеве машинобудування
- Інжиніринг механотронних і робототехнічних систем
- Матеріалознавство

Скорочена (прискорена) форма навчання на бакалавра призначена для вступників, які вже мають попередній рівень освіти, наприклад диплом молодшого спеціаліста. Тривалість навчання за такими програмами становить 2 роки 10 місяців.

### Освітні програми другого (магістерського) рівня
- Галузеве машинобудування
- Комп’ютерно-інтегровані технології
- Космічні інформаційні технології
- Матеріалознавство
- Нетрадиційні та відновлювані джерела енергії
- Прикладна механіка
- Ракетні двигуни та енергетичні установки
- Технології виробництва літальних апаратів

### Освітні програми третього (освітньо-наукового) рівня
- Авіаційна та ракетно-космічна техніка
- Авіоніка
- Автоматизація та комп’ютерно-інтегровані технології
- Матеріалознавство
- Прикладна механіка

## Наукові дослідження
Наукові дослідження та розробки за бюджетними та господарськими темами здійснюються в лабораторіях, що охоплюють такі напрямки, як гідродинаміка, перспективні матеріали та технології, вібротехніка, обробка матеріалів, адитивні технології, високотемпературна техніка, неруйнівний контроль та діагностика складних систем, а також композиційні матеріали.
Досягнення науковців факультету були відзначені державними нагородами, серед яких ордени та медалі, а також почесні звання, зокрема «заслуженого працівника освіти» та «заслуженого діяча науки і техніки України». Серед нагороджених є лауреати Національної премії України імені Бориса Патона та Державної премії.
У зв’язку з розвитком космічної діяльності в ряді країн, зростає попит на підготовку фахівців для космічної галузі, а також науково-технічні дослідження у цій сфері. Факультет активно розвиває міжнародне співробітництво, зокрема з установами з Туреччини, Республіки Корея, Бразилії та Казахстану, що дає можливість брати участь у міжнародних проектах та програмах. Співпраця з університетами Бразилії розпочалася в 2009 році, коли було започатковано контакти з Федеральним університетом Бразилії щодо спільної наукової та навчальної діяльності. Ці відносини сприяли розвитку ракетно-космічної освіти в країні. У 2011–2012 роках на факультеті проходили стажування магістри з Бразилії, які виконували наукові дослідження в галузі космічної техніки, а також брали участь у наукових семінарах та конференціях. З Казахстаном співпраця почалася в 2007 році. З 2009 року було підписано угоду про співпрацю з Євразійським національним університетом, що сприяло залученню студентів із Казахстану до навчання за магістерськими програмами. Програма підготовки фахівців для космічної галузі Казахстану продовжується, а випускники факультету займають ключові позиції в космічній індустрії Казахстану. Крім того, активно розвиваються контакти з університетами Республіки Корея, де високий інтерес до українського досвіду у створенні космічної техніки.

## Наукові періодичні видання
На базі фізико-технічного факультету видається три наукові журнали Дніпровського національного університету імені Олеся Гончара.
- Journal of Rocket-Space Technology (Вісник Дніпровського університету. Серія: Ракетно-космічна техніка)[25]

ISSN: 2409-4056 (Print). Видається з 1993 року.
Метою видання є розвиток вітчизняного наукового потенціалу в галузі ракетно-космічної техніки через створення простору ефективної публічної комунікації вчених, зокрема якісного донесення результатів їх діяльності до вітчизняної і світової наукових спільнот.
- Системне проектування та аналіз характеристик аерокосмічної техніки[27]

ISSN: 2524-0188 (Print), ISSN: 2524-0196 (Online).  Видається з 1996 року.
Метою видання є підвищення ефективності та удосконалення процесу створення аерокосмічної техніки, побудову простору ефективної публічної комунікації вчених в цій галузі. У роботах, що публікуються, висвітлюються результати досліджень у галузі оптимального проектування, аналізу міцності, надійності та динаміки аерокосмічних систем, експериментальні та числові дослідження процесів в окремих підсистемах аерокосмічної техніки.
- Challenges and Issues of Modern Science[30]

ISSN: 3083-5704 (Online). Видається з 2023 року.
Метою видання є висвітлення інноваційних підходів і методологій, сприяння міждисциплінарним дослідженням та інноваціям у суміжних галузях, а також публікація високоякісних внесків, які розвивають теоретичні уявлення, представляють новітні експериментальні результати та демонструють прикладні розробки. Ці зусилля спрямовані на вирішення ключових проблем і просування досягнень у різних наукових дисциплінах.

## Міжнародна науково-практична конференція
На базі фізико-технічного факультету починаючи з 2023 року два рази на рік проводиться Міжнародна науково-практична конференція Challenges and Issues of Modern Science з науково-педагогічним стажуванням відповідно до щорічного плану Міністерства освіти і науки України щодо проведення наукових конференцій з проблем вищої освіти і науки в системі Міністерства освіти і науки України. Конференція спрямована на розгляд актуальних проблем науки, висвітлення сучасних наукових досягнень та пошук нових напрямків розвитку освіти. Конференція Challenges and Issues of Modern Science буде корисною для викладачів, науковців, а також для магістрантів, аспірантів, які бажають отримати нові знання та практичний досвід. 